# Cage (gruppo musicale)
I Cage sono un gruppo heavy metal originario di San Diego, California.

## Storia
Il primo album fu registrato nel 1995, ma non fu mai pubblicato e l'esordio avvenne con l'album Unveiled nel 1998, sei anni dopo la fondazione della band. Oggi ne hanno all'attivo quattro, che hanno avuto abbastanza successo in Europa, ma sono stati meno apprezzati in madrepatria. Hanno partecipato a festival prestigiosi come il Dynamo Open Air nel 1999 e Wacken Open Air nel 2001.
Dopo la pubblicazione di Hell Destroyer, il batterista Mike Nielsen è stato cacciato dalla band, e al suo posto è entrato Norm Leggio.

## Formazione

### Formazione attuale
- Sean Peck - voce
- Dave Garcia - chitarra
- Garret J. Peters - chitarra
- Steve Brogden - basso
- Norm Leggio - batteria

### Ex componenti
- Anthony Wayne McGinnis - chitarra
- Eric Horton - chitarra
- Mike Giordano - basso
- Damian Arletto - batteria
- Mike Nielsen - batteria

## Discografia
Album in studio
- 1998 - Unveiled
- 2000 - Astrology
- 2003 - Darker Than Black
- 2007 - Hell Destroyer
- 2009 - Science of Annihilation
- 2011 - Supremacy of Steel
- 2015 - Ancient Evil

Live
- 2007 - Live in Kalamazoo

EP
- 2007 - Crusher Tape

Raccolte
- 2007 - Hidden Sessions
- 2007 - Lost CD

DVD
- 2011 - The Rise to Power